# Harry Potter et la Coupe de feu (film)
Pour le livre, voir Harry Potter et la Coupe de feu.
Série Harry Potter
Le Prisonnier d'Azkaban
(2004) L'Ordre du Phénix
(2007)
Pour plus de détails, voir Fiche technique et Distribution.
Harry Potter et la Coupe de feu (Harry Potter and the Goblet of Fire) est un film britanno-américain de Mike Newell, sorti en 2005.
Il est adapté du roman du même nom de J. K. Rowling et constitue le quatrième volet de la série de films Harry Potter. Il est précédé par Harry Potter et le Prisonnier d'Azkaban et suivi par Harry Potter et l'Ordre du Phénix.
Le film débute au cours de l'été précédant la quatrième rentrée scolaire de Harry. La marque des ténèbres, signe de ralliement du mage noir Voldemort, apparaît dans le ciel après qu'une attaque de mangemorts a perturbé la Coupe du monde de quidditch. L'école Poudlard accueille pour sa part un nouveau professeur de défense contre les forces du Mal (Alastor Maugrey, dit « Fol-Œil ») et un évènement légendaire, le Tournoi des Trois Sorciers. Trois écoles de magie européennes font participer leur « champion » au tournoi. La coupe de feu désigne Harry comme quatrième candidat aux côtés de Fleur Delacour, Viktor Krum et Cedric Diggory. En tant que quatrième champion, il doit lui aussi affronter des épreuves au péril de sa vie pour remporter le trophée des trois sorciers. Le film se termine par le retour de Voldemort, qui regagne sa puissance.

## Synopsis
Âgé de quatorze ans, Harry est tourmenté par des cauchemars dans lesquels il rentre en connexion avec l'esprit de Voldemort, voyant ainsi tout ce que fait celui-ci. Il assiste entre autres au meurtre d'un vieux Moldu par le mage noir. En vacances chez les Weasley, il assiste à la coupe du monde de Quidditch, durant laquelle les fidèles de Voldemort (les mangemorts) défilent en semant la terreur et la panique dans le campement où Harry et les Weasley se trouvent. La marque des ténèbres apparaît, lancée par un inconnu.
Les trois amis retournent à Poudlard pour la rentrée des classes, où ils apprennent que cette année à Poudlard est marquée par le retour du « Tournoi des Trois Sorciers », ancien tournoi qui opposait régulièrement un apprenti sorcier de chaque école de sorcellerie les plus prestigieuses d'Europe, autrement dit Poudlard, Beauxbâtons et Durmstrang. Toutefois, cette année, en plus des trois candidats habituels, la Coupe de Feu choisit un quatrième participant : Harry lui-même. Celui-ci, bien qu'il jure n'avoir jamais mis son nom dans la Coupe, est contraint d'affronter les trois grandes épreuves : subtiliser un œuf d'or à un dragon, nager sous l'eau pendant une heure pour récupérer un trésor qui lui est cher -en l'occurrence son ami Ron- et s'emparer du trophée caché dans un labyrinthe rempli de créatures dangereuses et de sortilèges.
En marge du Tournoi, Harry doit faire face à des épreuves plus personnelles. Son amitié avec Ron est mise à rude épreuve quand celui-ci le prend pour un menteur. En effet, Ron reste persuadé que Harry ne s'est pas retrouvé par hasard concurrent ; il pense que son ami a trouvé un moyen de tromper la Coupe de Feu, en lui faisant croire qu'il a plus de 17 ans, et qu'il a eu tort de ne pas lui en parler. En vérité, Harry n'a jamais envisagé de faire partie du Tournoi, et il ignore qui a proposé son nom et pourquoi la Coupe a élu quatre champions au lieu de trois. En plus, Harry n'arrive pas à se départir de sa timidité quand il croise la belle Cho Chang, petite amie de son rival Cedric Diggory, l'autre champion de Poudlard. Heureusement, Harry se fait aider par ses amis Hermione, Ron avec qui il se réconcilie après la première épreuve, Hagrid le garde-chasse et le mystérieux professeur Maugrey, ancien Auror et nouveau professeur du cours de Défense contre les Forces du Mal cette année. Grâce à ces aides, Harry arrive à attraper le trophée dans le labyrinthe en même temps que Cedric Diggory durant la troisième et dernière tâche. Mais le trophée se trouve être un Portoloin qui l'emmène dans le cimetière des Jedusor. Là, il découvre Peter Pettigrow qui tue Cedric, attache Harry et ressuscite Voldemort avec le sang de Harry, les os de Tom Jedusor senior, et sa propre chair. Après l'arrivée des mangemorts, Voldemort se bat en duel avec Harry. Mais un étrange phénomène se déclenche, qui empêche Voldemort de faire du mal à Harry, et qui fait apparaître le fantôme des parents de Harry, de Cédric et du vieux moldus. Harry peut se sauver avec le corps de Cedric. Reste que Voldemort est de retour. Harry apprendra plus tard que le traître au sein de Poudlard, ayant activé le Portoloin du Labyrinthe ainsi que mis la candidature de Harry dans la Coupe de Feu (ainsi que d'autres évènements) n'est autre que le soi-disant Professeur Maugrey, qui est en fait un mangemort, Barty Croupton Junior, agissant sous l'apparence du Professeur grâce à l'effet du polynectar qu'il buvait régulièrement. Le vrai Maugrey est retrouvé enfermé dans un coffre situé dans sa chambre.

## Fiche technique
Sauf indication contraire, les informations mentionnées dans cette section peuvent être confirmées par la base de données cinématographiques IMDb,  présente dans la section « Liens externes ».
- Titre : Harry Potter et la Coupe de feu
- Titre original : Harry Potter and the Goblet of Fire
- Réalisation : Mike Newell
- Scénario : Steve Kloves, adapté du roman éponyme de J. K. Rowling
- Musique : Patrick Doyle
- Photographie : Roger Pratt
- Montage : Mick Audsley
- Chorégraphe : Wayne McGregor
- Production : David Heyman
  - Production déléguée : David Barron, Tanya Seghatchian (en)
  - Coproduction : Peter MacDonald
  - Production associée : Chris Carreras
- Costumes : Jany Temime
- Société d'effets visuels : BUF Compagnie, Industrial Light & Magic, Framestore...
- Sociétés de production : Heyday Films, Patalex IV Productions Limited et Warner Bros. Pictures
- Société de distribution : Warner Bros. Pictures
- Budget : 150 000 000 $[3]
- Pays de production :  États-Unis,  Royaume-Uni
- Langue originale : anglais
- Durée : 157 minutes[4]
- Genre : fantasy
- Date de tournage : 4 mai 2004 au 18 mars 2005
- Dates de sortie :
  - Canada, États-Unis, Royaume-Uni : 18 novembre 2005
  - Belgique : 23 novembre 2005
  - France, Suisse : 30 novembre 2005
- Classification :
  - Belgique : déconseillé aux moins de 12 ans[5]
  - France : tous publics avec avertissement lors de sa sortie au cinéma en France (CNC[6]) / déconseillé aux moins de 10 ans à la télévision (CSA[réf. nécessaire])

## Distribution
- Principaux :
  - Daniel Radcliffe (VF : Kelyan Blanc et VQ : Émile Mailhiot) : Harry Potter
  - Rupert Grint (VF : Olivier Martret et VQ : Xavier Dolan) : Ron Weasley
  - Emma Watson (VF : Manon Azem et VQ : Stéfanie Dolan) : Hermione Granger

- Personnel de Poudlard :

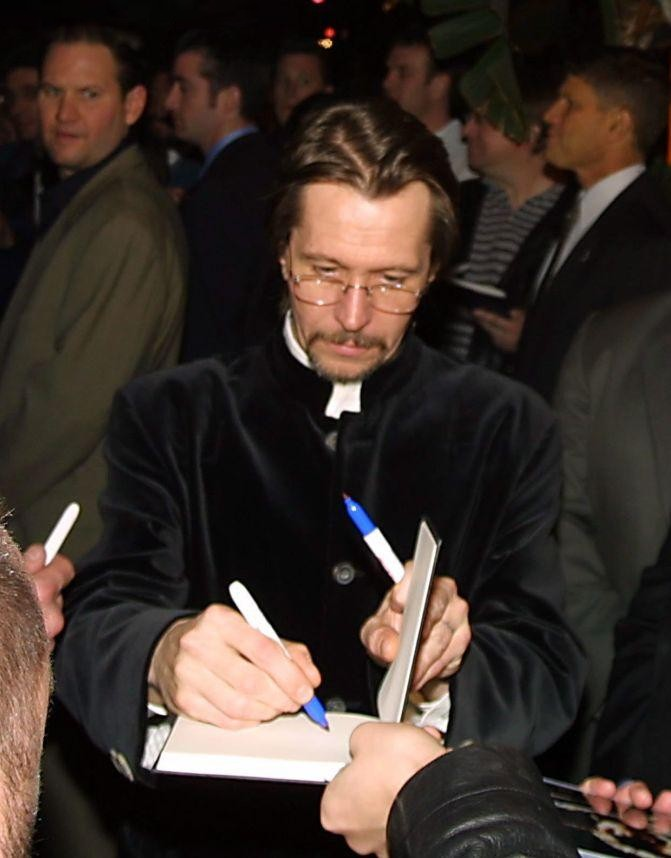
Gary Oldman, qui interprète Sirius Black.

  - Michael Gambon (VF : Marc Cassot et VQ : Hubert Fielden) : Albus Dumbledore
  - Maggie Smith (VF : Claude Chantal et VQ : Claudine Chatel) : Minerva McGonagall
  - Alan Rickman (VF : Claude Giraud et VQ : Daniel Picard) : Severus Rogue
  - Warwick Davis (VF : Éric Missoffe et VQ : Pierre Auger) : Filius Flitwick
  - Robbie Coltrane (VF : Patrick Messe et VQ : Guy Nadon) : Rubeus Hagrid
  - Brendan Gleeson (VF : Patrick Bethune et VQ : Sylvain Hétu) : Alastor Maugrey dit Fol Œil/Bartemius Croupton Junior
  - David Bradley (VF : Jean Lescot et VQ : Raymond Bouchard) : Argus Rusard
- Élèves de Poudlard :
  - Robert Pattinson (VF : Julien Allouf et VQ : Nicholas Savard L'Herbier) : Cédric Diggory
  - Tom Felton (VF : Dov Milsztajn et VQ : Sébastien Reding) : Drago Malefoy
  - Bonnie Wright (VF : Camille Donda et VQ : Adèle Trottier-Rivard) : Ginny Weasley
  - James Phelps (VF : Guillaume Légier et VQ : Renaud Paradis) : Fred Weasley
  - Oliver Phelps (VF : Guillaume Légier et VQ : Renaud Paradis) : George Weasley
  - Matthew David Lewis (VF : Romain Larue et VQ : Sébastien Thouny) : Neville Londubat
  - Devon Murray (VF : Thomas Sagols) : Seamus Finnigan
  - Alfred Enoch (VF : Yamine Gougmar) : Dean Thomas
  - Tiana Benjamin : Angelina Johnson
  - Shefali Chowdhury (VF : Justine Berger ; VQ : Christine Dolan) : Parvati Patil
  - Afshan Azad : Padma Patil
  - William Melling : Nigel
  - Jamie Waylett : Vincent Crabbe
  - Joshua Herdman : Gregory Goyle
  - Katie Leung (VF : Sasha Supera et VQ : Geneviève Déry) : Cho Chang
- Communauté magique :
  - Robert Hardy (VF : Philippe Dumat et VQ : Claude Préfontaine) : Cornelius Fudge
  - Roger Lloyd-Pack (VF : Hervé Jolly et VQ : Denis Gravereaux) : Barty Croupton Sr.
  - Miranda Richardson (VF : Charlotte Valandrey et VQ : Anne Bédard) : Rita Skeeter
  - Robert Wilfort : Bozo
  - Mark Williams (VF : Philippe Bellay et VQ : Marc Bellier) : Arthur Weasley
  - Jeff Rawle (VF : Philippe Dumat et VQ : Vincent Davy) : Amos Diggory
  - Gary Oldman (VF : Gabriel Le Doze et VQ : Manuel Tadros) : Sirius Black
  - Jarvis Cocker : un membre de l'orchestre
  - Jonny Greenwood : un membre de l'orchestre
  - Phil Selway : un membre de l'orchestre

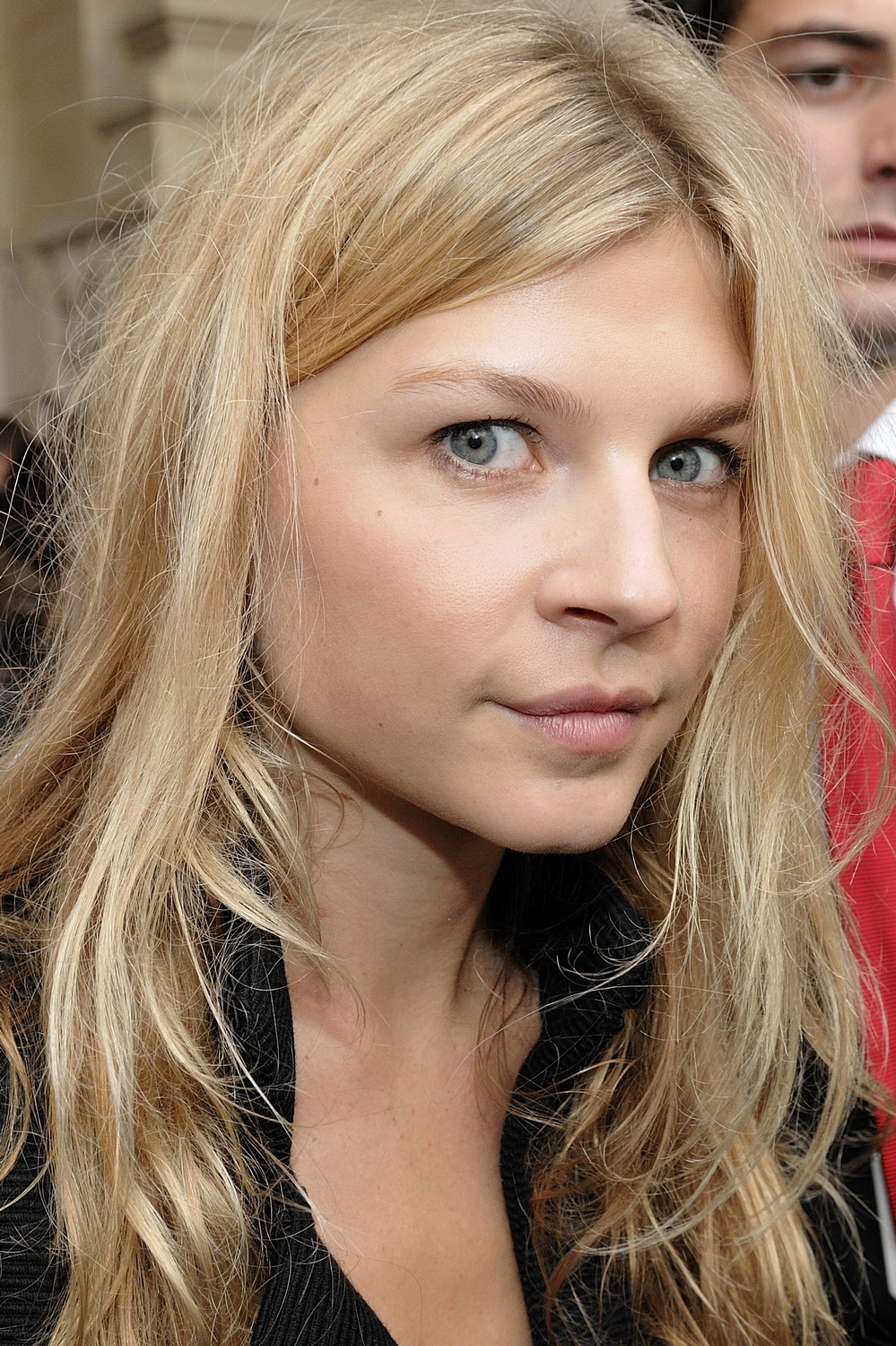
Clémence Poésy, qui interprète Fleur Delacour.

- Étudiants et personnel de Durmstrang :
  - Predrag Bjelac (VQ : Gilbert Lachance) : Igor Karkaroff
  - Stanislav Ianevski (VF : Benjamin Pascal et VQ : Éloi Archambaudoin) : Viktor Krum
- Étudiants et personnel de Beauxbâtons :
  - Frances de la Tour : Olympe Maxime
  - Clémence Poésy (VF et VQ : elle-même) : Fleur Delacour
  - Angelica Mandy : Gabrielle Delacour
- Mangemorts :
  - Ralph Fiennes (VF : Patrick Laplace et VQ : Jean-Luc Montminy) : lord Voldemort
  - Timothy Spall (VF : Michel Papineschi et VQ : Roch Aubert) : Peter Pettigrow
  - David Tennant (VF : Stéphane Ronchewski et VQ : Patrice Dubois) : Barty Croupton Jr.
  - Jason Isaacs (VF : Jérôme Keen et VQ : Jacques Lavallée) : Lucius Malefoy
- Fantômes :
  - Shirley Henderson (VF : Kelly Marot et VQ : Aline Pinsonneault) : Mimi Geignarde
  - Adrian Rawlins (VQ : David Laurin) : James Potter
  - Geraldine Somerville (VF : Laurence Bréheret et VQ : Mélanie Laberge) : Lily Potter
- Moldus :
  - Eric Sykes (VQ : Jean-Jacques Lamothe) : Frank Bryce

- Version française
  - Studio de doublage : Cinéphase
  - Direction artistique : Jenny Gérard
  - Adaptation : Juliette Vigouroux et Alain Cassard
  - Direction musicale : Claude Lombard

Sources et légende : version française (VF) sur AlloDoublage et version québécoise (VQ) sur Doublage Québec

## Production

### Développement

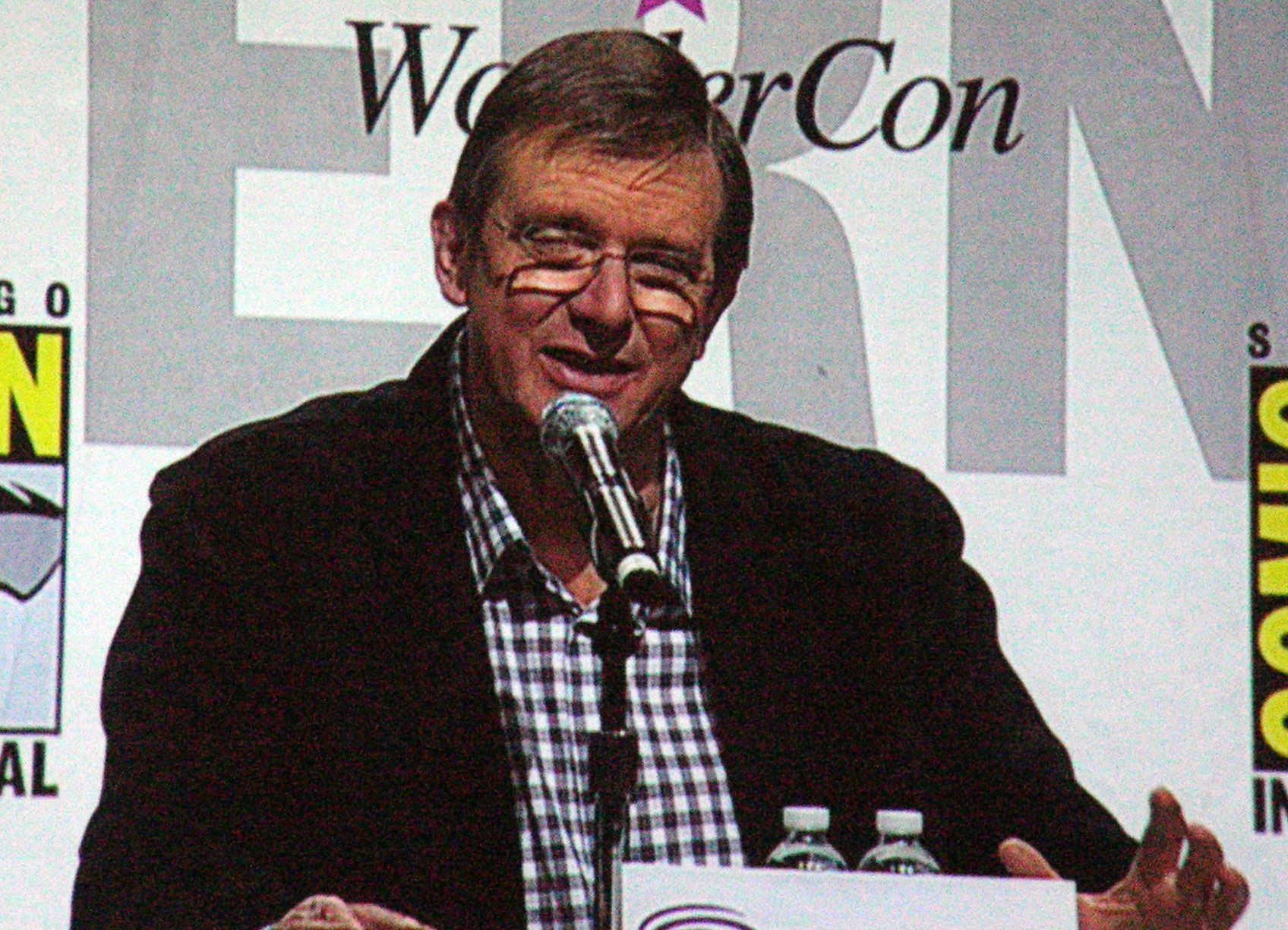
Mike Newell.

Lorsque le producteur David Heyman était à la recherche d'un réalisateur pour le premier film Harry Potter, Mike Newell avait été déjà envisagé, mais n'était alors pas disponible, tournant Les Aiguilleurs au même moment. Il est cependant disponible pour la production du quatrième film et accepte la nouvelle proposition d'Heyman lorsque Alfonso Cuarón, précédent réalisateur, décide de s'arrêter,. Newell est le premier réalisateur Anglais sur la franchise.
Mike Newell compare La Coupe de feu à La Mort aux trousses d'Alfred Hitchcock, avec un héros isolé qui est constamment poursuivi sans en connaître les raisons. Il souhaite donc réaliser un thriller mature et inquiétant, en intégrant une certaine légèreté avec les premières amours adolescentes et le côté un peu glamour des scènes du bal de Noël. Il estime que le début de la transition des personnages principaux vers l'âge adulte s'est déjà produite à travers Le Prisonnier d'Azkaban. Il décide donc, pour cet opus, de se pencher davantage sur la relation entre le méchant et le héros et de montrer davantage les « moments d'angoisse et de vulnérabilité ».
Le quatrième film se situe à un tournant de la saga puisqu'il constitue l'adaptation du tome central de la série romanesque. C'est aussi celui où la mort devient plus perceptible pour le héros, au lieu de n'être représentée que par un simple souvenir, ainsi que l'opus qui donne pour la première fois forme humaine au principal antagoniste, Voldemort.

### Attribution des rôles
J. K. Rowling a insisté auprès de la production pour que les personnages français et bulgares, venant à Poudlard dans le cadre du Tournoi des Trois Sorciers, soient interprétés par des acteurs originaires de ces pays. Ainsi, la Française Clémence Poésy est choisie pour incarner la belle sorcière-vélane Fleur Delacour et Stanislav Ianevski pour interpréter le populaire et talentueux attrapeur bulgare Viktor Krum. Ces deux personnages sont respectivement les champions des écoles de magie Beauxbâtons de France et Durmstrang de Bulgarie. Madame Maxime est interprétée par une Anglaise francophone (Frances de la Tour) et Gabrielle Delacour (sœur de Fleur) est également interprétée par une Anglaise, Angelica Mandy.

### Tournage
Le tournage s'est déroulé entre le 4 mai 2004 et le 18 mars 2005.[réf. nécessaire]
Les scènes sous-marines de la deuxième tâche ont été tournées dans un bassin artificiel de 18 m de côtés sur 6 m de profondeur. Daniel Radcliffe s'est entraîné 6 mois pour réaliser les scènes en plongée bouteille, pour un total de 41h de tournage sous l'eau.

### Musique
Albums de Patrick Doyle
Nanny McPhee
(2005) As You Like It
(2006)
Bandes originales de Harry Potter
Harry Potter et le Prisonnier d'Azkaban
(2004) Harry Potter et l'Ordre du Phénix
(2007)
La musique du film est composée par Patrick Doyle. Il succède à John Williams, qui avait signé la musique des trois premiers films Harry Potter. Patrick Doyle a déjà collaboré plusieurs fois avec le réalisateur Mike Newell.
L'album Harry Potter and the Goblet of Fire sort le 23 novembre 2005 en France. Trois chansons de rock y sont interprétées par le groupe The Weird Sisters présent au bal de Noël composé de Jarvis Cocker, Jason Buckle, Steve Claydon, Jonny Greenwood, Steve Mackey et Phil Selway.
| Liste des titres | Liste des titres        | Liste des titres | Liste des titres | Liste des titres | Liste des titres | Liste des titres | Liste des titres | Liste des titres | Liste des titres |
| No               | Titre                   | Durée            |                  |                  |                  |                  |                  |                  |                  |
| ---------------- | ----------------------- | ---------------- | ---------------- | ---------------- | ---------------- | ---------------- | ---------------- | ---------------- | ---------------- |
| 1.               | The Story Continues     | 1:31             |                  |                  |                  |                  |                  |                  |                  |
| 2.               | Frank Dies              | 2:12             |                  |                  |                  |                  |                  |                  |                  |
| 3.               | The Quidditch World Cup | 1:52             |                  |                  |                  |                  |                  |                  |                  |
| 4.               | The Dark Mark           | 3:27             |                  |                  |                  |                  |                  |                  |                  |
| 5.               | Foreign Visitors Arrive | 1:30             |                  |                  |                  |                  |                  |                  |                  |
| 6.               | The Goblet of Fire      | 3:23             |                  |                  |                  |                  |                  |                  |                  |
| 7.               | Rita Skeeter            | 1:42             |                  |                  |                  |                  |                  |                  |                  |
| 8.               | Sirius Fire             | 2:00             |                  |                  |                  |                  |                  |                  |                  |
| 9.               | Harry Sees Dragons      | 1:54             |                  |                  |                  |                  |                  |                  |                  |
| 10.              | Golden Egg              | 6:10             |                  |                  |                  |                  |                  |                  |                  |
| 11.              | Neville's Waltz         | 2:11             |                  |                  |                  |                  |                  |                  |                  |
| 12.              | Harry in Winter         | 2:56             |                  |                  |                  |                  |                  |                  |                  |
| 13.              | Potter Waltz            | 2:19             |                  |                  |                  |                  |                  |                  |                  |
| 14.              | Underwater Secrets,     | 2:28             |                  |                  |                  |                  |                  |                  |                  |
| 15.              | The Black Lake          | 4:38             |                  |                  |                  |                  |                  |                  |                  |
| 16.              | Hogwarts' March         | 2:47             |                  |                  |                  |                  |                  |                  |                  |
| 17.              | The Maze                | 4:44             |                  |                  |                  |                  |                  |                  |                  |
| 18.              | Voldemort               | 9:39             |                  |                  |                  |                  |                  |                  |                  |
| 19.              | Death of Cedric         | 1:59             |                  |                  |                  |                  |                  |                  |                  |
| 20.              | Another Year Ends       | 2:21             |                  |                  |                  |                  |                  |                  |                  |
| 21.              | Hogwarts' Hymn          | 2:59             |                  |                  |                  |                  |                  |                  |                  |
| 22.              | Do the Hippogriff       | 3:39             |                  |                  |                  |                  |                  |                  |                  |
| 23.              | This Is the Night       | 3:24             |                  |                  |                  |                  |                  |                  |                  |
| 24.              | Magic Works             | 4:02             |                  |                  |                  |                  |                  |                  |                  |
| 75:48            |                         |                  |                  |                  |                  |                  |                  |                  |                  |

## Accueil

### Accueil critique
Sur l'agrégateur américain Rotten Tomatoes, le film récolte 88 % d'opinions favorables pour 254 critiques. Sur Metacritic, il obtient une note moyenne de 81⁄100 pour 38 critiques.
En France, le site Allociné propose une note moyenne de 4⁄5 à partir de l'interprétation de critiques provenant de 23 titres de presse.

### Box-office
| Pays ou région | Box-office        | Date d'arrêt du box-office | Nombre de semaines |
| -------------- | ----------------- | -------------------------- | ------------------ |
| Mondial        | 834 921 036 $     | 2 avril 2006               | 20 semaines        |
| États-Unis     | 298 013 036 $     |                            |                    |
| France         | 7 732 071 entrées |                            |                    |
| Suisse         | 694 181 entrées   |                            |                    |

## Distinctions

### Récompenses
- Las Vegas Film Critics Society 2005 : Meilleur film familial
- BAFTA Awards 2006 : Meilleurs décors pour Stuart Craig[24]
- Motion Picture Sound Editors 2006 : Meilleurs effets sonores et bruitages
- Teen Choice Awards 2006 : Meilleur film dramatique

### Nominations
- Oscars 2006 : Meilleurs décors pour Stuart Craig et Stephenie McMillan

## Analyse

### Différences majeures entre le livre et le film
Plusieurs personnages notables dans le quatrième livre sont absents dans le film. C'est notamment le cas de Ludo Verpey, Bertha Jorkins (dont la disparition éveille des soupçons parmi les proches de Dumbledore), Bill et Charlie Weasley, Ollivander ou la famille Dursley. Quant à Sirius Black, il n'est entendu qu'à travers la lecture du courrier de Harry et son visage apparaît brièvement dans la cheminée, tandis qu'il occupe une place importante dans le livre, rejoignant notamment Harry à Pré-au-Lard, puis dans le bureau de Dumbledore après le retour de Voldemort.
Winky et Dobby, deux elfes de maison, n'apparaissent pas non plus dans le film. La première a été au service de Barty Croupton et de sa famille depuis sa naissance. Dans le livre, c'est Dobby qui amène la Branchiflore à Harry, alors que dans le film, ce rôle est tenu par Neville Londubat. D'une manière générale, toute l’intrigue autour de la lutte pour la cause des elfes de maison, menée par Hermione, est supprimée du film, J. K. Rowling ayant d'ailleurs regretté que cette trame autour de la Société d'Aide à la Libération des Elfes n'ait pas été incluse dans le film (tout en ayant compris la nécessité d'effectuer cette coupure pour se concentrer sur l'intrigue principale) ; ce passage, selon elle, aurait permis de montrer les « injustices endémiques de [son] univers » et de faire découvrir une autre facette d'Hermione, qui est « la première à avoir une conscience politique ».
Dans le film, Dumbledore n'explique pas pourquoi les baguettes de Harry et de Voldemort ont été reliées.
Le séjour de Harry à l'infirmerie après la fin du tournoi, correspondant au dénouement du livre, n'est pas relaté. C'est notamment à cet endroit que Dumbledore se heurte au ministre de la Magie et à son refus de croire au retour de Voldemort (cette discussion n'est pas abordée dans le quatrième film).

## Suite
- Harry Potter et l’Ordre du Phénix, réalisé par David Yates, est sorti au cinéma le 11 juillet 2007.